# روزشمار ریاست‌جمهوری حسن روحانی (پاییز ۱۳۹۴)
متن بالا، شمارش ‌گر رای‌های ریاست حسن روحانی در پاییز سال۱۳۹۲ است. او به مدت ۸ سال رئیس‌جمهور ایران بود و بعد از او در سال ۱۴۰۰ (هجری شمسی) سید ابراهیم رئیسی با رای اکثریت مردم کشور ایران، رییس جمهور ایران، گردید.

## مهر
۱ مهر
- آیین بازگشایی مدارس سَراسر کشور در سال تحصیلی ۹۵–۹۴ با حضور حسن روحانی، کاندیدای ریاست جمهوری در دبستان پسرانه باقرالعلوم در شرق تهران آغاز شد.

- حسن روحانی، رئیس‌جمهور با تأکید بر ترویج فضای سوال و پرسشگری در مدارس و نظام آموزشی کشور، از دانش‌آموزان خواست تا با شناخت جامعه، کشور و دنیای پیرامون، برای آینده بهتر خود و کشورشان برنامه‌ریزی کنند.

- حسن روحانی، رئیس‌جمهور در پیام‌های جداگانه‌ای عید سعید قربان، عید اطاعت و ایثار را به سران کشورهای اسلامی، دولت‌ها و ملت‌های مسلمان تبریک گفت.

۲ مهر
- حسن روحانی، رئیس‌جمهور به‌منظور شرکت و سخنرانی در هفتادمین مجمع عمومی سازمان ملَل متحد و نشست توسعه پایدار ملل متحد دقایقی قبل تهران را به مقصد نیویورک ترک کرد.

- حسن روحانی، رئیس‌جمهور با بیان این که حل و فصل یک مسئله بزرگ سیاسی، فنی و حقوقی پای میز مذاکره و حصول برجام یک دستاورد درخشان است که با تلاش نمایندگان ملت ایران و رهنمودهای مقام معظم رهبری حاصل شده‌است، اظهار داشت: «در جریان حضورم در مجمع عمومی سازمان ملل متحد و برنامه‌های جانبی آن فرصت‌های همکاری با ایران بعد از برجام را تشریح خواهم کرد.»

۳ مهر
- حسن روحانی، رئیس‌جمهوری برای شرکت در هفتادمین نشست مجمع عمومی سازمان ملل متحد و تشریح دیدگاه‌ها و مواضع جمهوری اسلامی ایران دربارهٔ مهم‌ترین موضوعات منطقه‌ای و بین‌المللی، عصر پنجشنبه به وقت محلی وارد نیویورک شد.

- حسن روحانی در تماس تلفنی با معاون اول خود دستورات ویژه‌ای برای پیگیری حادثه منا صادر کرد.

۴ مهر
- حسن روحانی، رئیس‌جمهوری در دیدار نخست‌وزیر سوئد، از توسعه همکاری‌های تهران - استکهلم به‌ویژه در عرصه اقتصادی استقبال کرد و گفت که هیچ مانعی بر سر راه تعمیق و گسترش روابط همه‌جانبه دو کشور وجود ندارد.

- حسن روحانی، رئیس‌جمهوری در دیدار دیلما روسف، رئیس‌جمهوری برزیل با اشاره به ظرفیت‌ها و اشتراکات فراوان میان ایران و برزیل، بر ضرورت توسعه همه‌جانبه مناسبات به‌ویژه گسترش روابط اقتصادی، تجاری، علمی و فرهنگی دو کشور تأکید کرد.

- حسن روحانی، رئیس‌جمهوری در نشست با مدیران شرکت‌های تجاری، اقتصادی و صنعتی آمریکا به مذاکرات گسترده شرکت‌های بزرگ اروپایی و آسیایی با ایران اشاره و گفت: «فضای پساتحریم، شرایط جدید اقتصادی و سیاسی را فراهم کرده که شرکت‌های بزرگ تجاری، اقتصادی و صنعتی باید از آن استفاده کنند.»

- حسن روحانی، رئیس‌جمهوری در نشست سران توسعه پایدار با اشاره به اینکه «بدون همکاری گسترده در سه سطح ملی، منطقه‌ای و بین‌المللی، دست یافتن به «اهداف توسعه پایدار» بسیار دشوار است»، تصریح کرد: «این همکاری باید ملهم از آگاهی ناشی از سرنوشت واحد و تعهد مشترک در قبال مسئولیتهای مهم انسانی باشد.»

- حسن روحانی، رئیس‌جمهور در دیدار بان کی مون، دبیرکل سازمان ملل متحد گفت: «منطقه خاورمیانه با بحران‌های متعددی نظیر تروریسم و خشکسالی مواجه شده که هزاران بیگناه را آواره و میلیون‌ها نفر را نیز با ناامنی مواجه ساخته و وظیفه سازمان ملل متحد، قدرت‌های جهانی و کشورهای منطقه در قبال این بحران‌ها و فجایع بسیار سنگین است.»

- حسن روحانی، رئیس‌جمهور در دیدار با جمعی از نخبگان، مدیران و سرمایه‌گذاران ایرانی مقیم آمریکا با بیان اینکه سربلندی و رفاه ملت ایران خواست و هدف همه ایرانیان است، گفت: «امروز فرصت‌های خوبی برای تحرک در بخش اقتصادی و علمی و صنعتی حاصل شده که باید از آن‌ها به بهترین شکل برای پیشرفت هر چه بیشتر کشور استفاده کنیم.»

- حسن روحانی، رئیس‌جمهور در گفتگویی تلفنی با اسحاق جهانگیری، معاون اول رئیس‌جمهور، آخرین گزارش‌ها و اقدامات دربارهٔ نحوه پیگیری و امدادرسانی به مجروحان فاجعه منا را بررسی و دستورات لازم را صادر کرد.

۵ مهر
- حسن روحانی، رئیس‌جمهور در دیدار دونالد تاسک رئیس شورای اروپا گفت: «اعضای اتحادیه اروپا در دوران تحریم، بیشترین ضرر را متحمل شدند و در دوره جدید باید به گونه‌ای روابط ایران و اتحادیه اروپا را بازسازی کرده و گسترش دهیم که این گذشته جبران شود.»

- حسن روحانی، رئیس‌جمهور در جمع صمیمی ایرانیان مقیم آمریکا در نیویورک گفت: «دوران تحریم گذشته و این حربه دیگر کارساز نیست. باید برای استفاده بهینه‌تر از فضایی که پس از لغو تحریم‌ها ایجاد می‌شود، برنامه‌ریزی کرد و ایرانیان مقیم خارج از کشور برای سرمایه‌گذاری و حضور در اجرای طرح‌ها باید زودتر از دیگران به میدان بیایند. دولت نیز از این حضور استقبال می‌کند.»

- حسن روحانی، رئیس‌جمهور در پیامی بمناسبت روز گردشگری با اشاره به اینکه گردشگری ظرفیت دارد تا به یکی از مؤلفه‌های مهم قدرت نرم ایران بدل شود خواستار توسعه گردشگری توأم با تأکید فزاینده بر پایداری اجتماعی، اقتصادی و محیط زیستی شد و خاطرنشان ساخت که توسعه گردشگری باید با تأکید بر مشارکت بخش خصوصی و تعاونی صورت گیرد.

- حسن روحانی، رئیس‌جمهور در دیدار متئو رنتسی، نخست‌وزیر ایتالیا گفت: «باید به سرعت در دوره جدید، عقب ماندگی‌ها جبران شود و گام‌هایی عملی برای تقویت همکاری‌ها برداریم. در این میان با توجه به اینکه برخی شرکت‌های ایتالیایی در زمینه نفت و گاز و صنایع سنگین، سوابق فعالیت و همکاری با ایران داشته‌اند، زمینه برای فعالیت و رقابت آن‌ها در اقتصاد ایران هموارتر است.»

- حسن روحانی در دیدار شینزو آبه، نخست‌وزیر ژاپن با ایشان در نیویورک، گفت: «توافق هسته‌ای فرصتی برای تقویت هر چه بیشتر روابط دو کشور است و ما می‌توانیم در زمینه‌های حمل و نقل، محیط زیست و مسایل فرهنگی و علمی و دانش‌های نوین و از جمله در عرصه انرژی صلح‌آمیز هسته‌ای، همکاری کنیم.»

- حسن روحانی، رئیس‌جمهور در دیدار فرانسوا اولاند، رئیس‌جمهوری فرانسه به توافق هسته‌ای میان ایران و پنج به‌علاوه یک اشاره و تصریح کرد: «همه طرف‌ها باید تلاش و به تعهدات خود عمل کنند تا این توافق به خوبی عملیاتی و پایه‌های آن مستحکم شود.»

۶ مهر
- حسن روحانی، رئیس‌جمهوری در دیدار احمد داوود اوغلو، نخست‌وزیر ترکیه، که در حاشیه نشست مجمع عمومی سازمان ملل متحد انجام شد، گفت: «ایران و ترکیه در بسیاری از مسایل جهانی با هم اشتراک نظر دارند و باید روابط دو کشور در همه زمینه‌ها بیش از پیش توسعه یابد.»

- حسن روحانی، رئیس‌جمهوری در دیدار اوو مورالس، رئیس‌جمهوری بولیوی، روابط دو کشور را صمیمانه و دوستانه برشمرد و خاطرنشان کرد: «هیچ دولت ثالثی نمی‌تواند در خصوص مناسبات ایران و بولیوی تصمیم‌گیری کند و ما در خصوص هر آنچه به نفع دولت و ملت خود می‌دانیم، مستقل تصمیم‌گیری خواهیم کرد.»

- حسن روحانی، رئیس‌جمهوری در دیدار رافائل کوره‌آ، رئیس‌جمهوری اکوادور، با بیان اینکه قدرت‌های بزرگ اگر ببینند که کشورهای در حال توسعه در کنار یکدیگر هستند، نمی‌توانند زورگویی کنند، گفت: «کشورهای مستقل باید در محافل بین‌المللی از جمله سازمان ملل متحد، صدایی واحد داشته باشند، تا قدرتمندان بدانند ملت ها تنها نیستند.»

- حسن روحانی، رئیس‌جمهوری در دیدار عبدالله عبدالله، رئیس هیئت اجرایی افغانستان که در محل اقامت رئیس‌جمهور در نیویورک برگزار شد، گفت: «تحکیم امنیت افغانستان باعث تقویت روند توسعه این کشور می‌شود و تلاش‌ها باید در این راستا متمرکز شود.»

- حسن روحانی، رئیس‌جمهوری در دیدار رئیس‌جمهوری سنگال، با تأکید بر اینکه جمهوری اسلامی ایران برای گسترش روابط با کشورهای آفریقایی اهمیت ویژه‌ای قایل است، گفت: «از گسترش روابط با داکار در همه زمینه‌ها استقبال می‌کنیم.»

- حسن روحانی، رئیس‌جمهوری در نشست با اعضای اندیشکده‌های آمریکا با بیان اینکه از سال گذشته تا به امروز با وجود مشکلات فراوانی که در سطح منطقه و جهان شاهد آن بودیم، تحولات مثبتی که می‌تواند ما را به آینده امیدوار کند نیز رخ داده‌است، گفت: «امروز در منطقه شاهد شرایط خاصی هستیم؛ خشکسالی ممتد و مشکلات زیست‌محیطی از جمله مشکلاتی است که وضعیت را در منطقه پییچیده کرده‌است. از سوی دیگر رسانه‌ها هر روز نقش خود را در زمینه مسایل فرهنگی و اجتماعی پر رنگ تر می‌کنند.»

- حسن روحانی، رئیس‌جمهوری در نشست مجمع عمومی سازمان ملل متحد اعلام کرد که هزاران زائر در عربستان سعودی قربانی بی‌کفایتی و سوء مدیریت مجریان شده و حتی به دلیل عدم پاسخگویی مسئولان، از شناسایی مفقودین و بازگرداندن سریع پیکر قربانیان به خانواده‌های عزادارشان دریغ شده‌است.

- حسن روحانی، رئیس‌جمهوری در ملاقات با شی جین پینگ، رئیس‌جمهوری چین با بیان این که خوشحالیم که با همکاری چین و سایر کشورها توانستیم در مذاکرات هسته‌ای به توفیق دست پیدا کنیم، گفت: «جمهوری اسلامی ایران دوستان خود را که در شرایط سخت تحریم روابط مناسبی با ملت ایران داشته‌اند در دوران جدید فراموش نخواهد کرد و مطمئن هستیم روابط ما با چین به گونه‌ای است که هیچ قدرت دیگری نمی‌تواند در مناسبات خوب دو کشور تأثیرگذار باشد.»

۷ مهر
- حسن روحانی، رئیس‌جمهوری در دیدار دیوید کامرون، نخست‌وزیر انگلستان در مقر سازمان ملل اظهار داشت: «باید هم‌زمان با اجرای توافق از سوی ایران، طرف مقابل نیز اقدام‌های لازم را برای تدوین آیین‌نامه‌های لازم برای همه ابعاد به‌ویژه رفع تحریم‌های اقتصادی و ملی انجام دهد.»

- حسن روحانی، رئیس‌جمهوری در دیدار ولادیمیر پوتین، رئیس‌جمهور روسیه گفت: «تلاش های مشترک و هماهنگی خوب میان تهران و مسکو در شکل‌گیری توافق برجام نقش اساسی داشت.»

- حسن روحانی، رئیس‌جمهوری که به‌منظور شرکت در هفتادمین نشست مجمع عمومی سازمان ملل متحد به نیویورک سفر کرده بود، عازم تهران شد.

- حسن روحانی، رئیس‌جمهوری در بازگشت از سفر خود به نیویورک در گفتگویی با خبرنگاران در فرودگاه مهرآباد، در پاسخ به سؤالی دربارهٔ فاجعه منا، گفت: «متأسفانه امسال ایام بین عید قربان و عید غدیر که همواره روزهای خوش مردم ما به لحاظ دینی و معنوی بود، به دلیل بی‌تدبیری، بی‌مبالاتی و عدم‌کارایی دولت فعلی عربستان سعودی به روزهایی تلخ برای مسلمانان و مردم عزیز ایران تبدیل شده‌است.»

- جلسه ستاد ویژه پیگیری واقعه منا بلافاصله پس از بازگشت رئیس‌جمهوری از سفر به مجمع عمومی سازمان ملل در نیویورک، به ریاست وی تشکیل شد.

۸ مهر
- حسن روحانی، رئیس‌جمهوری در گفتگویی با شبکه تلویزیونی سی ان ان آمریکا با تأکید بر اینکه «عربستان باید پاسخگوی بی‌برنامگی‌ها و حوادث در مراسم حج باشد»، اظهارداشت: «این‌جای تاسف دارد که دولت عربستان همه ذهن، فکر و برنامه‌اش مشغول کشتار مردم یمن شده و ظاهراً وقت ندارد که راجع به مردم خودش یا راجع به میهمان‌های خانه خدا، فکر و برنامه‌ریزی کند.»

۱۱ مهر
- مراسم ورود اولین گروه از پیکرهای جانباختگان ایرانی در فاجعه منا با حضور رئیس‌جمهوری و سران قوای مقننه و قضاییه در فرودگاه مهرآباد تهران برگزار شد.

۱۲ مهر
- حسن روحانی، رئیس‌جمهوری در دیدار «یوسیپ لکو» رئیس مجلس کرواسی، روابط دو کشور را دوستانه و نزدیک دانست و اظهار داشت: «در فضای جدید بعد از توافق هسته‌ای، شرایط برای توسعه همه‌جانبه روابط اقتصادی آماده‌تر است.»

- حسن روحانی، رئیس‌جمهوری در جلسه هیئت دولت، با بیان اینکه دکتر عباس آخوندی، شخصیت صاحب نظری است که علاوه بر نقش آفرینی در حوزه مسوولیت قانونی خود، در مباحث و تصمیمات دولت نقش فعالی ایفا کرده‌است، از نمایندگان مجلس خواست به استیضاح وی رأی مخالف بدهند.

۱۳ مهر
- حسن روحانی، رئیس‌جمهوری در همایش ملی روز روستا، با تأکید بر اینکه «روستا، محور فرهنگ این مرز و بوم است»، اظهار داشت: «خشکسالی از معضلات بسیار کهن ایران است به گونه‌ای که در کتیبه‌های باستانی از کورش نقل شده‌است که از خداوند خواسته مردم او را از خشکسالی و دروغ نجات دهد و ما در حال حاضر گرفتار خشکسالی هستیم و دروغ را نیز شما تجربه کرده‌اید که چه بلایی بر سر ما آورد.»

- حسن روحانی، رئیس‌جمهوری در گفتگو با رادیوی عمومی ملی آمریکا مشهور به «ان پی آر»(National Public Radio) گفت: «درآمدهای ایران در دوره پساتحریم، صرف رونق کشور می‌شود.»

۱۴ مهر
- جلسهٔ استیضاح عباس آخوندی، وزیر راه و شهرسازی، در غیاب حسن روحانی، رئیس‌جمهور انجام شد. آخوندی توانست مجدداً با رأیی قاطع، اعتماد نمایندگان مجلس را کسب کرده و ابقاء شود.

- حسن روحانی، رئیس‌جمهوری در احکام جداگانه‌ای و به پیشنهاد معاون رئیس‌جمهوری و رئیس سازمان مدیریت و برنامه‌ریزی کشور و وزیران امور اقتصادی و دارایی، دادگستری و صنعت، معدن و تجارت، هشت عضو شورای رقابت را منصوب کرد.

- نخستین جلسه شورای عالی ترویج و توسعه فرهنگ جهاد، ایثار و شهادت در راستای تحکیم و تقویت فرهنگ ایثار و شهادت در جامعه به ریاست رئیس‌جمهوری تشکیل شد.

۱۵ مهر
- حسن روحانی، رئیس‌جمهوری در همایش طلایه داران فرهنگ ترافیک با بیان اینکه «باید از نظم ترافیکی به نظم اجتماعی و سیاسی برسیم»، تصریح کرد: «هر جایی که مردم و به‌ویژه جوانان و نوجوانان به صحنه آمده‌اند، ما پیروز و موفق شده‌ایم.»

۱۷ مهر
۱۸ مهر
- حسن روحانی، رئیس‌جمهوری در همایش بین‌المللی صنعت و تجارت، با تأکید بر اینکه «دنیای اقتصاد باید دنیای رقابت سالم باشد»، گفت: «بسته سیاست‌های جدید حمایت از تولید با هدف ایجاد و تقویت رونق اقتصادی در شش‌ماهه دوم امسال، نهایی شده‌است و این می‌تواند حرکت خوبی در مسیر رونق اقتصادی ایجاد کند و جزئیات آن توسط وزیران مربوطه، بزودی به مردم اعلام می‌شود.»

- حسن روحانی، رئیس‌جمهوری در دیدار «بوگدان بوروسویچ» رئیس مجلس سنای لهستان با بیان این که جمهوری اسلامی ایران هیچ مانعی در مسیر توسعه روابط و همکاری‌ها با لهستان نمی‌بیند، گفت: «فرصتی که امروز پیش روی دو کشور قرار دارد، می‌تواند برای جهش در توسعه مناسبات همه‌جانبه مورد استفاده قرار گیرد.»

۲۰ مهر
- حسن روحانی، رئیس‌جمهوری به‌منظور انجام بیست و سومین سفر استانی کاروان تدبیر و امید، دقایقی پیش وارد ساری مرکز استان مازندران شد.

- حسن روحانی، رئیس‌جمهوری در فرودگاه بین‌المللی ساری و در جمع خبرنگاران، بر تلاش دولت برای توسعه و ایجاد اشتغال برای جوانان مازندران تأکید کرد.

- کاروان دولت تدبیر و امید با استقبال پرشور مردم استان مازندران وارد ساری شد.

- حسن روحانی، رئیس‌جمهوری در اجتماع بزرگ مردم مازندران در ساری اعلام کرد که دولت تا پایان هفته جاری بسته‌ای را ارائه می‌دهد که تحرک قابل ملاحظه‌ای را در شش ماه آتی در اقتصاد کشور بوجود خواهد آورد.

- حسن روحانی، رئیس‌جمهوری در دیدار با علما، ایثارگران و برگزیدگان استان مازندران با بیان اینکه این استان، ظرفیت‌ها و استعدادهای زیادی دارد و باوجود مشکلات موجود، باید از نعمات الهی و وضعیت اقلیمی آن از جمله جنگل‌ها و دریا حفاظت کنیم، گفت: «اگر تخریب جنگل‌ها با همین روند کنونی ادامه پیدا کند، در آینده دچار مشکل خواهیم شد چرا که این جنگل‌ها و مراتع از ثروت‌های ملی کشور به حساب می‌آیند.»

- حسن روحانی، رئیس‌جمهوری در نشست توسعه فرصت‌های سرمایه‌گذاری در استان مازندران، با بیان اینکه در زمینه توسعه کشور وظایفی بر عهده دولت و وظایفی نیز بر عهده کارآفرینان است، گفت: «تلاش دولت یازدهم بر این بوده که موانع پیش روی اقتصاد کشور را رفع کرده و هر جا که امکان آن وجود دارد، برای کارآفرینان و بخش خصوصی تسهیلات فراهم کند.»

- حسن روحانی، رئیس‌جمهوری در جلسه شورای اداری استان مازندران، با تأکید بر اینکه رهنمودهای رهبری معظم انقلاب در موضوع هسته‌ای مبنای اصلی مذاکرات بوده‌است، گفت: «در جریان مذاکرات تأکید داشتیم که اگر در پایان مذاکرات تحریم‌های اقتصادی لغو نشود، مذاکره را تعطیل خواهیم کرد.»

- حسن روحانی، رئیس‌جمهوری در پایان سفر خود به استان مازندران در نشست خبری با خبرنگاران استانی، با ارائه گزارشی از مصوبات و تصمیمات دولت برای استان مازندران، اجرای طرح‌هایی در زمینه منابع آب، طرح‌های عمران شهری، توسعه کشاورزی گلخانه‌ای، ارتقاء سطح خدمات بهداشتی و درمانی و تکمیل طرح‌ها و دانشکده‌های پزشکی، توسعه زیرساخت‌های گردشگری و اجرای طرح‌های معدنی و صنعتی را از جمله تصمیمات دولت برای استان مازندران در این سفر برشمرد و اظهار امیدواری کرد اجرای این طرح‌ها تحولی را در سطح استان ایجاد نماید.

- حسن روحانی، رئیس‌جمهوری، ساری را به مقصد تهران ترک کرد.

۲۱ مهر
- حسن روحانی، رئیس‌جمهوری در دیدار «فومیو کیشیدا»، وزیر امور خارجه ژاپن، اظهار داشت: «امروز شرایط بسیار مناسبی برای توسعه روابط پیش روی تهران - توکیو وجود دارد و باید کاستی‌های گذشته به سرعت جبران شود.»

- حسن روحانی، رئیس‌جمهوری در یک گفتگوی زنده تلویزیونی، با تشریح سیاست‌ها و برنامه‌های جدید دولت برای احیای رونق اقتصادی، مهم‌ترین برنامه‌های مربوط به حوزه‌های روابط خارجی، مسایل منطقه‌ای و سایر مسایل اقتصادی و اجتماعی را با مردم در میان گذاشت.

۲۲ مهر
- حسن روحانی، رئیس‌جمهوری در دیدار وزیر خارجه اندونزی، با بیان اینکه «ایران و اندونزی برای توسعه روابط، از اراده مصممی برخوردارند»، گفت: «اندونزی کشوری بسیار مهم در دنیای اسلام و دوستی بسیار قدیمی برای جمهوری اسلامی ایران به‌شمار می‌رود.»

۲۵ مهر
- حسن روحانی، رئیس‌جمهوری قانون «اقدام متناسب و متقابل دولت جمهوری اسلامی ایران در اجرای برجام» را برای اجرا به وزارت امور خارجه و سازمان انرژی اتمی ابلاغ کرد.

- حسن روحانی، رئیس‌جمهوری در دیدار فرانک والتر اشتاین‌مایر، وزیر امور خارجه آلمان با بیان اینکه ایران پیوسته نسبت به آلمان به‌عنوان کشور مهم اروپایی و دارای روابط دیرینه نظرمثبتی داشته‌است، گفت: «روابط تهران – برلین همواره دوستانه بوده و در بسیاری از مقاطع نیز دو کشور توانسته‌اند در قالب همکاری مشترک در حل و فصل معضلات بین‌المللی مشارکت کنند.»

- حسن روحانی، رئیس‌جمهوری در جلسه شورای عالی فضای مجازی، با اشاره به حجم قابل توجه سهم شرکت‌های بزرگ ارتباطی در اقتصاد بین‌المللی و نقش بسترهای اطلاعاتی در توسعه فعالیت‌های علمی و پژوهشی اظهار داشت: «استفاده بهینه از فرصت‌های ارتباطی؛ علاوه بر مزایای اقتصادی، دسترسی متوازن به اطلاعات و خدمات الکترونیک، کاهش فساد در نظام اداری و هزینه‌ها و بهبود ترافیک و حفظ محیط زیست را نیز به همراه خواهد داشت.»

۲۶ مهر
- نخستین هم‌اندیشی فعالان اقتصاد دانش بنیان و نوآوری با حضور حسن روحانی، رئیس‌جمهوری آغاز شد.

- حسن روحانی، رئیس‌جمهوری در نخستین هم‌اندیشی فعالان اقتصاد دانش بنیان و نوآوری، «دانش» را پایه اصلی ثروت، قدرت و امنیت ملی دانست و با اشاره به اهمیت گسترش شرکت‌های دانش بنیان در کشور، تصریح کرد: «شرکت‌های دانش بنیان، علم را به زندگی و فرهنگ را به اقتصاد پیوند می‌زنند.»

- حسن روحانی، در دیدار جبران باسیل، وزیر خارجه لبنان، با بیان اینکه لبنان در خط مقدم مقاومت و ایستادگی در برابر تهاجم صهیونیست‌ها بوده و یکی از عوامل ثبات در منطقه به‌شمار می‌رود، گفت: «مردم لبنان از طوایف و مذاهب گوناگون با وجود توطئه‌های فراوان توانسته‌اند همواره اتحاد خود را حفظ کنند.»

۲۷ مهر
- مراسم عزاداری حسین بن علی (ع)، با حضور حسن روحانی، رئیس‌جمهوری، جمعی از معاونین رئیس‌جمهوری، وزراء و کارکنان دفتر در نهاد ریاست جمهوری برگزار شد.

۲۸ مهر
- دومین روز مراسم عزاداری حسین بن علی (ع)، با حضور حسن روحانی، رئیس‌جمهوری در نهاد ریاست جمهوری برگزار شد.

۲۹ مهر
- سید علی خامنه‌ای، رهبر ایران در نامه‌ای به حسن روحانی، رئیس‌جمهوری؛ و رئیس شورای عالی امنیت ملی، با اشاره به بررسی‌های دقیق و مسئولانه برجام در مجلس شورای اسلامی و شورای عالی امنیت ملی و عبور این موافقتنامه از مجاری قانونی، دستورات مهمی را در خصوص رعایت و حفظ منافع ملی و مصالح عالیه کشور صادر و با برشمردن تأکیدات و الزامات نه‌گانه در اجرای برجام، مصوبه جلسه ۶۳۴ مورخ ۹۴/۵/۱۹ شورای عالی امنیت ملی را با رعایت موارد و الزاماتی تأیید کرد.

- حسن روحانی، رئیس‌جمهوری در مراسم عزاداری مدیران و کارکنان نهاد ریاست جمهوری در مسجد سلمان فارسی، با برشمردن درس‌های بزرگ عاشورا و حضرت امام حسین (ع) تصریح کرد: «اینکه چگونه چالش هسته‌ای را حل کنیم بدون اینکه در برابر قدرت‌ها سر خم کنیم، امتحان بزرگ الهی بود. این مسئله شبیه جنگ تحمیلی بود که در آن یک ملت در یک سو قرار داشت و همه دنیا مقابل آن‌ها بود، ملتی تنها اما با رهبری شجاع، جوانانی غیور، متکی به حق و با درس‌آموزی از مکتب عاشورا که از آن امتحان الهی با سرافرازی بیرون آمدند.»

۳۰ مهر
- حسن روحانی، رئیس‌جمهوری در نامه‌ای به سید علی خامنه‌ای، رهبر ایران ضمن تقدیر از هدایت ها و حمایت‌های مستمر وی و صبر و مقاومت و پشتیبانی‌های تحسین‌برانگیز ملت بزرگ ایران و همکاری دلسوزانه رئیس و نمایندگان مجلس شورای اسلامی و اعضای شورای عالی امنیت ملی برای یاری دولت در تحقق خواست بزرگ مردم ایران، تأکید کرد: «دولت جمهوری اسلامی ایران با رعایت ملاحظات و الزامات حضرت مستطاب عالی و مصوبات شورای عالی امنیت ملی و مجلس شورای اسلامی، نسبت به اجرای کامل و با حسن نیت برجام اقدام خواهد نمود.»

## آبان
۱ آبان
- حسن روحانی، رئیس‌جمهوری هم‌زمان با تاسوعای حسینی، با حضور در مؤسسه خیریه نگهداری از کودکان بهشت امام رضا (ع)، ضمن بازدید از این مرکز، در جمع نوجوانان و جوانان حسینی تحت پوشش این مرکز به عزاداری حسین بن علی (ع) و یاران آن پرداخت.

۲ آبان
- حسن روحانی، رئیس‌جمهوری هم‌زمان با عاشورای حسینی؛ سالروز شهادت حسین بن علی (ع)، در بیمارستان شهید دکتر فیاض بخش سازمان تأمین اجتماعی حاضر شد و با توضیحات مسئولان در جریان روند کاری بخش‌های مختلف این مرکز درمانی قرار گرفت.

۳ آبان
- حسن روحانی، رئیس‌جمهوری به پیشنهاد محمدرضا نعمت‌زاده، وزیر صنعت، معدن و تجارت، مهندس «نادعلی اسماعیلی دهج» را برای مدت سه سال به‌عنوان «رئیس شورای مرکزی و رئیس سازمان نظام مهندسی معدن» منصوب کرد.

۵ آبان
- حسن روحانی، رئیس‌جمهوری هنگام دریافت استوارنامهٔ «عادل ابراهیم مصطفی»، سفیر جدید سودان در تهران، با بیان اینکه سودان همواره به‌عنوان کشور مهم اسلامی در آفریقا و دوست جمهوری اسلامی ایران شناخته شده‌است، گفت: «دو کشور طی سه دهه گذشته روابط بسیار خوبی با یکدیگر داشتند و ایران در مقاطع حساس سودان، همواره در کنار دولت و ملت این کشور بوده و امروز نیز در تمامی مراحل در کنار آنان خواهد ماند.»

- حسن روحانی، رئیس‌جمهوری هنگام دریافت استوارنامهٔ «دنی عنان»، سفیر جدید دانمارک در تهران، با بیان اینکه همواره روابط خوب و تاریخی میان ایران و دانمارک وجود داشته‌است، گفت: «امیدواریم در آینده زمینه‌های لازم برای توسعه و گسترش روابطه همه‌جانبه به‌ویژه در بخش‌های اقتصادی، تجاری، فرهنگی و ارتباط مردم دو کشور با یکدیگر بیش از پیش فراهم شود.»

- حسن روحانی، رئیس‌جمهوری هنگام دریافت استوارنامهٔ خانم «سوزانا ترستال»، سفیر جدید هلند در کشورمان روابط ایران و هلند را دیرپا و مثبت ارزیابی کرد و گفت: «هلند دارای جایگاه مناسبی از لحاظ صنعتی، تجاری و انرژی بوده و همچنین مرکز بزرگ حقوقی جهان به‌شمار می‌رود و امیدواریم در شرایط فعلی شاهد تحرک و تحولی مثبت در روابط تهران – آمستردام باشیم.»

- حسن روحانی، رئیس‌جمهوری هنگام دریافت استوارنامهٔ «سائوراب کومار»، سفیر جدید هندوستان، با بیان اینکه هندوستان به‌عنوان کشور بزرگ آسیایی، دوست مهمی برای جمهوری اسلامی ایران تلقی می‌شود و روابط دو کشور کهن و تاریخی است، گفت: «همسایگی ما در منطقه و اتصال جغرافیایی در اقیانوس و مسایل استراتژیک منطقه باعث می‌شود تا ایران و هند روابط عمیقتری با یکدیگر داشته باشند.»

- حسن روحانی، رئیس‌جمهوری هنگام دریافت استوارنامهٔ «بهادر عبدالله‌اف»، سفیر جدید ازبکستان، با مثبت ارزیابی کردن دیدارش با «اسلام کریم‌اف» رئیس‌جمهوری ازبکستان در حاشیه اجلاس شانگهای در دوشنبه گفت: «روابط دوستانه دو کشور بر پایه اشتراکات فرهنگی گسترده، بنا نهاده شده و استحکام یافته و این روابط ضروری است که در عرصه اقتصادی نیز بیش از پیش تقویت شود.»

- حسن روحانی، رئیس‌جمهوری هنگام دریافت استوارنامهٔ «بوبکر گورودیال»، سفیر جدید مالی اظهار داشت: «ایران خواهان برقراری ثبات و امنیت کامل در همه کشورها از جمله در مالی است و در این زمینه از هیچ کمکی دریغ نخواهد کرد. همچنین آماده‌ایم تجربیات خود را در زمینه‌های مختلف در اختیار کشورهای دوست همانند مالی قرار دهیم.»

- حسن روحانی، رئیس‌جمهوری هنگام دریافت استوارنامهٔ «هیرویاسو کوبایاشی»، سفیر جدید ژاپن به مذاکرات خود با نخست‌وزیر ژاپن در حاشیه نشست مجمع عمومی سازمان ملل متحد اشاره کرد و گفت: «اراده سیاسی در دو کشور برای گسترش و تعمیق روابط دوجانبه، مشهود است.»

- حسن روحانی، رئیس‌جمهوری هنگام دریافت استوارنامهٔ «ادواردو لوپز بوسکتس»، سفیر جدید اسپانیا در تهران، گفت: «طبق برنامه‌ریزی‌ها، تحریم‌های ظالمانه علیه جمهوری اسلامی ایران تا پایان ۲۰۱۵ رفع خواهند شد و هم‌اکنون بسیاری از شرکت‌های اروپایی و آسیایی سرگرم تقویت حضور خود و مشارکت در طرح‌های اقتصادی ایران هستند و فعالان اقتصادی اسپانیا نیز باید تلاش کنند از رقبا عقب نمانند.»

۷ آبان
- حسن روحانی، رئیس‌جمهوری اسلامی ایران به دنبال وقوع زلزله در پاکستان، در پیامی خطاب به رئیس‌جمهوری و نخست‌وزیر این کشور، با مردم و دولت پاکستان ابراز همدردی کرد.

۸ آبان
- در پی وقوع سیل در استان‌های ایلام و لرستان، حسن روحانی، رئیس‌جمهوری در تماس‌های تلفنی با استانداران، وزیر کشور و همچنین معاون اول خود، نحوه رسیدگی به آسیب دیدگان و خسارت ها را پیگیری کرد.

۹ آبان
۱۱ آبان
- حسن روحانی، رئیس‌جمهوری در همایش سفرا و رؤسای دفاتر و نمایندگی‌های جمهوری اسلامی ایران در خارج از کشور اظهار داشت: «امروز؛ وزارت خارجه تبلور استقلال، منطق و قدرت ملی است و به هر میزان که کادر وزارت خارجه، ورزیده‌تر و سازماندهی آنان هوشمندانه‌تر باشد و برنامه‌ریزی‌ها بر مبنای اهداف نظام و واقعیت جهان و نحوه تأثیرگذاری سخن و رفتار ما بر افکار عمومی باشد، بهتر می‌توانیم به اهداف خود دست یابیم.»

۱۲ آبان
- حسن روحانی، رئیس‌جمهوری اسلامی ایران در پیامی به رجب طیب اردوغان، رئیس‌جمهور ترکیه برگزاری موفقیت‌آمیز انتخابات مجلس ملی کبیر ترکیه را به وی تبریک گفت و اظهار امیدواری کرد در سایه این تحول روابط دو کشور بیش از پیش گسترش یابد.

- حسن روحانی، رئیس‌جمهوری در جلسه شورای عالی انقلاب فرهنگی، گفت: «سیزده آبان در واقع منشأ تحولاتی در روند تاریخی کشور است که پایه‌های استقلال کشور و استکبار ستیزی انقلاب اسلامی را شکل داده‌است.»

۱۳ آبان
- حسن روحانی، رئیس‌جمهوری ضمن گرامیداشت سالروز سیزده آبان در جلسه هیئت دولت گفت: «باید از افتخارات و روزهای ملی و تاریخیِ ایستادگی ملت ایران برای تقویت بیش از پیش انقلاب و اتحاد ملت بهره بگیریم و اجازه ندهیم این ایام تاریخی مورد سوء استفاده برخی جناح‌ها قرار گیرد. چرا که هرگونه بهره‌برداری جناحی از این ایام، به زیان انقلاب و وحدت ملی خواهد بود.»

۱۶ آبان
- حسن روحانی، رئیس‌جمهوری در دیدار «یان بیون سه»، وزیر خارجه کره جنوبی اظهار داشت: «اکنون فضای مناسبتری برای گسترش همکاری‌های تهران – سئول به‌عنوان دو کشور دوست فراهم آمده‌است که باید از این فضا به نحو مطلوبی برای پیشرفت دو ملت بهره گرفت.»

- حسن روحانی، رئیس‌جمهوری در دیدار «مارتین شولتز»، رئیس پارلمان اتحادیه اروپا، اظهار داشت: «تعامل ملت‌ها با فرهنگ‌های مختلف برای تقویت مناسبات ضروری است و بی‌تردید نزدیکی ملت‌ها، دانشجویان، اساتید، محققین و مراکز علمی در ایران و اروپا به نفع دو طرف و جامعه بین‌المللی خواهد بود.»

۱۷ آبان
- بیست و یکمین نمایشگاه مطبوعات و خبرگزاری‌ها با حضور حسن روحانی، رئیس‌جمهوری به‌طور رسمی افتتاح و آغاز بکار کرد.

- حسن روحانی، رئیس‌جمهوری در مراسم افتتاحیه نمایشگاه مطبوعات و خبرگزاری‌ها گفت: «مگر قابل تحمل است که در کشوری برخی از رسانه‌ها برای همیشه از تنبیه و توقیف و تعطیل و تهدید مصون باشند و یک حاشیه امن امنیتی دائمی برای آن‌ها مقرر شده باشد که نه تنها هر چه می‌خواهند بگویند بلکه گاهی هم به‌عنوان پلیس مخفی عمل کنند شما از برخی نشریات می‌فهمید چه کسی دستگیر می‌شود و کجا تعطیل می‌شود و آبروی چه کسانی باید برود، بعد هم عده‌ای ادعای انقلابی گری دارند. نشریه و رسانه برای آگاهی مردم است.»

۱۸ آبان
- حسن روحانی، رئیس‌جمهوری در دیدار «رامافوزا»، معاون رئیس‌جمهور آفریقای جنوبی، به ظرفیت‌ها و توانمندی‌های گسترده موجود در ایران و آفریقای جنوبی اشاره کرد و بر ضرورت بهره‌گیری از این توانمندی‌ها در مسیر توسعه مناسبات و همکاری‌های همه‌جانبه دو کشور، تأکید کرد.

- حسن روحانی، رئیس‌جمهوری در دیدار «دیدیه ریندرز»، معاون نخست‌وزیر و وزیر امور خارجه بلژیک، با اشاره به روابط تاریخی و مثبت تهران و بروکسل اظهار داشت: «روابط دو کشور همواره دوستانه و سازنده بوده‌است و افکار عمومی ایران دیدگاه مثبتی نسبت به توسعه روابط با بلژیک دارند و دو کشور در فضای جدید بایستی گام های بلندتری برای توسعه روابط در عرصه‌های مورد علاقه بردارند.»

۲۲ آبان
- حسن روحانی، رئیس‌جمهوری در آستانه نخستین سفر اروپایی خود، در گفتگو با شبکه تلویزیونی فرانس ۲ و رادیو یک اروپا و در پاسخ به این پرسش که" آیا این سفر شروع جدیدی در روابط بین دو کشور است؟ و آیا شما فرانسه را به‌عنوان یک دوست محکم و شریک جدید برای ایران تلقی می‌کنید؟" گفت: «از فرصتی که برای دیدار مسوولان ارشد و مردم بزرگ فرانسه فراهم شده، خرسندم و امیدوارم این دیدار به نفع دو ملت و دو کشور باشد.»

- حسن روحانی، رئیس‌جمهوری در گفتگویی با شبکه تلویزیونی «رای نیوز» ایتالیا اظهارداشت: «روابط دو کشور به‌ویژه در عرصه اقتصادی و تجاری طی سالیان گذشته بسیار خوب و در مقاطعی نیز ایتالیا حتی نخستین شریک تجاری ما در اتحادیه اروپا بود.»

- ولادیمیر پوتین، رئیس‌جمهوری روسیه در تماس تلفنی عصر جمعه خود با حسن روحانی، رئیس‌جمهوری کشورمان گفت که برای حضور در سومین اجلاس سران مجمع کشورهای صادرکننده گاز در آینده نزدیک به تهران سفر می‌کند.

۲۳ آبان
- حسن روحانی، رئیس‌جمهوری در پیامی به فرانسوا اولاند، رئیس‌جمهوری فرانسه، حوادث تروریستی در پاریس را شدیداً محکوم نمود و بر ضرورت تلاش همگانی برای مبارزه با تروریسم تأکید کرد.

- حسن روحانی، رئیس‌جمهوری در تماسی تلفنی با ماتئو رنتزی، نخست‌وزیر ایتالیا، با اشاره به حوادث تروریستی در پاریس و ضرورت یکپارچگی و تمرکز بر مبارزه با تروریسم، ابراز امیدواری کرد سفر به رم با توجه به هماهنگی‌های وزرای خارجه دو کشور به زمان مناسب‌تری موکول شود.

۲۶ آبان
- حسن روحانی، رئیس‌جمهوری در گفتگوی تلفنی با فرانسوا اولاند، رئیس‌جمهوری فرانسه، با تأکید بر اینکه تروریست‌ها با اقدامات خشونت‌آمیز خود قادر نخواهند بود، ملت‌ها و دولت‌ها را وادار به تسلیم کنند، اعلام کرد: «جمهوری اسلامی ایران برای مقابله با تروریسم در عرصه جهانی، خواستار ایجاد یک جبهه متحد است.»

- حسن روحانی، رئیس‌جمهوری طی حکمی غلامعلی حداد عادل، علی اکبر ولایتی، محمدعلی نجفی، روح‌الله عالمی، محمود مهرمحمدی، غلامعلی افروز و فخرالدین احمدی دانش آشتیانی را به پیشنهاد علی اصغر فانی، وزیر آموزش و پرورش به‌عنوان اعضای شورای سازمان پژوهش و برنامه‌ریزی آموزشی کشور منصوب کرد.

- اعضای هیئت دولت درجلسه‌ای به ریاست حسن روحانی، رئیس‌جمهوری، به فریدون همتی و محمدرضا خباز به ترتیب به‌عنوان استانداران قزوین و سمنان، رأی اعتماد دادند.

## آذر
۱ آذر
- مراسم استقبال رسمی از قربان‌قلی بردی‌محمدف، رئیس‌جمهوری ترکمنستان با حضور حسن روحانی، رئیس‌جمهوری ایران در مجموعه فرهنگی – تاریخی سعد آباد برگزار شد.

- جمهوری اسلامی ایران و جمهوری ترکمنستان با حضور رؤسای جمهور دو کشور در راستای تعمیق و تحکیم مناسبات و همکاری‌های دوجانبه، نه سند و یادداشت تفاهم همکاری امضا کردند.

- حسن روحانی، رئیس‌جمهوری پس از مراسم امضای نه سند همکاری میان مسئولان ایران و ترکمنستان در نشست مطبوعاتی مشترک با قربان‌قلی بردی‌محمدف، رئیس‌جمهور ترکمنستان گفت: «مقام‌های ارشد دو کشور تأکید کردند که تمام تلاش خود را برای تحقق رساندن حجم مبادلات تجاری دو کشور طی ده سال آینده به شصت میلیارد دلار، بکار می‌گیرند.»

- رؤسای جمهوری اسلامی ایران و ترکمنستان در نشست مشترک هیئت‌های عالی‌رتبه ایران و ترکمنستان، روابط تهران – عشق‌آباد را تاریخی، دوستانه و ممتاز توصیف کرده و بر لزوم برنامه‌ریزی برای همکاری‌های بلندمدت و گسترش هر چه بیشتر سطح روابط در عرصه‌های سیاسی، اقتصادی و فرهنگی تأکید کردند.

۲ آذر
- حسن روحانی، رئیس‌جمهوری در دیدار نیکلاس مادورو، رئیس‌جمهوری ونزوئلا گفت: «ایران و ونزوئلا دو کشور دوست و متحد هستند که مسیر خود را به سمت پیشرفت و رفاه بیشتر برای ملت‌هایشان ادامه می‌دهند.»

- اجلاس سران مجمع کشورهای صادرکننده گاز با حضور رؤسای نه دولت و به ریاست حسن روحانی، رئیس‌جمهوری اسلامی ایران در تهران آغاز شد.

- حسن روحانی، رئیس‌جمهوری در مراسم افتتاحیه سومین اجلاس مجمع کشورهای صادرکننده گاز، ایران را دارای ظرفیت بسیار بالایی برای تولید و صادرات گاز طبیعی و مشارکت بیشتر در تأمین امنیت عرضه انرژی جهانی دانست و تصریح کرد: «ظرفیت تولید گاز ایران تا ۲ سال آینده به بیش از هزار میلیون متر مکعب در روز خواهد رسید.»

- سومین اجلاس سران دولت‌ها و کشورهای عضو مجمع کشورهای صادرکننده گاز (GECF) دوشنبه شب با انتشار بیانیه‌ای در تهران به کار خود پایان داد.

- حسن روحانی، رئیس‌جمهوری دوشنبه شب در نشست خبری سومین اجلاس سران مجمع کشورهای صادرکننده گاز، ضمن قدردانی از همه هیئت‌های شرکت‌کننده، گفت: «این اجلاس از اهمیت خاصی برخوردار است و اولین اجلاس بین‌المللی در تهران پس از برجام است و استقبال شایسته و حضور سران نه کشور عضو در این اجلاس نشان می‌دهد که همه کشورها در شرایط فعلی به دنبال برقراری ارتباطات بیشتر در منطقه و جهان و به‌ویژه با جمهوری اسلامی ایران هستند.»

- حسن روحانی، رئیس‌جمهوری دوشنبه شب در حاشیه سومین اجلاس سران مجمع کشورهای صادرکننده گاز در دیدار ولادیمیر پوتین، رئیس‌جمهوری روسیه با اشاره به روابط خوب و دوستانه دو کشور در بخش‌های مختلف، خاطرنشان کرد: «خوشبختانه در ماه‌های گذشته گام‌های ارزنده‌ای برای توسعه بیشتر مناسبات ایران و روسیه در عرصه‌های دوجانبه و بین‌المللی برداشته شده که باید این روند تداوم یابد.»

- هفت سند و یادداشت همکاری میان ایران و روسیه با حضور حسن روحانی، رئیس‌جمهوری ایران و ولادیمیر پوتین، رئیس جمهوری روسیه امضاء گردید.

۳ آذر
- حسن روحانی، رئیس‌جمهوری در نشست مشترک خبری با ولادیمیر پوتین، همتای روسیه‌ای خود، با بیان اینکه دو کشور در مسیر توسعه هر چه بیشتر روابط خود گام برمی‌دارند، تصریح کرد: «شرایط بعد از برجام فرصت مناسبی برای توسعه مناسبات و همکاری‌های دو کشور در زمینه‌های دوجانبه، منطقه‌ای و بین‌المللی به وجود آورده‌است که باید از این فرصت به نفع دو ملت و برقراری صلح و ثبات در منطقه و جهان استفاده کنیم.»

- مراسم استقبال رسمی از اوو مورالس، رئیس‌جمهوری بولیوی با حضور حسن روحانی، رئیس‌جمهوری روز سه شنبه در مجموعه فرهنگی – تاریخی سعد آباد برگزار شد.

- حسن روحانی، رئیس‌جمهوری در دیدار محمدو بوهاری، رئیس‌جمهوری نیجریه اظهار داشت: «تهران و ابوجا برای گسترش و تعمیق همکاری‌های دوجانبه، ظرفیت‌های فراوانی دارند که باید از آن‌ها به‌ویژه در دوره کنونی و فضای پسا تحریم در راستای منافع دو دولت و ملت و منطقه، بیش از پیش بهره گرفت.»

- حسن روحانی، رئیس‌جمهوری در دیدار عبدالمالک سلال، نخست‌وزیر الجزایر گفت: «روابط اقتصادی دو کشور به‌ویژه با توجه به ظرفیت‌های مناسب موجود، در حد قابل قبول نیست و باید در دوران پساتحریم، بخش‌های خصوصی و دولتی دو کشور برای گسترش سطح مناسبات اقتصادی تهران – الجزیره تلاش بیشتری کنند.»

- در بیانیه مشترک رؤسای جمهوری اسلامی ایران و بولیوی که در پایان سفر اوو مورالس، رئیس‌جمهوری بولیوی به تهران منتشر شد، بر گسترش بیش از پیش همکاری‌های دو کشور در عرصه‌های مورد علاقه تأکید گردید.

۴ آذر
- حسن روحانی، رئیس‌جمهوری در دیدار «جین آسلبورن»، وزیر امور خارجه لوکزامبورگ با بیان روابط مثبت دو کشور و این که ظرفیت‌های بسیار خوبی برای توسعه همکاری‌ها وجود دارد، خاطرنشان کرد: «ایران با دارا بودن شرایط ممتاز در بخش‌های مختلف از جمله انرژی و حمل و نقل و بهره‌مندی از موقعیت جغرافیایی مناسب در منطقه و لوکزامبورگ به‌عنوان عضو فعال در اتحادیه اروپا و مرکز مهم مالی و سرمایه‌گذاری، می‌توانند همکاری‌ها و روابط خوبی با یکدیگر داشته و در راستای توسعه مناسبات گام بردارند.»

- حسن روحانی، رئیس‌جمهوری در دیدار «ارلان ادریسوف» وزیر امور خارجه قزاقستان گفت: «نزدیکی و اشتراکات فرهنگی و تاریخی دو ملت، زمینه بسیار مناسبی را برای گسترش همکاری‌ها در همه عرصه‌ها به‌ویژه اقتصادی فراهم آورده‌است.»

۸ آذر
- حسن روحانی، رئیس‌جمهوری در دیدار «نیکوس کوتزیاس» وزیر امورخارجه یونان گفت: «نام یونان نزد افکار عمومی ایران، قرین فلسفه و تمدن کهنی در غرب است و یونان همواره از جایگاه و احترام ویژه‌ای برخوردار بوده‌است.»

۱۰ آذر
- حسن روحانی، رئیس‌جمهوری در دیدار «ویکتور اوربان» نخست‌وزیر مجارستان، گفت: «ایران و مجارستان از لحاظ فرهنگی و تاریخی به یکدیگر نزدیک بوده و روابط خوب دو ملت، زیربنای مناسبی را برای گسترش ارتباطات دو کشور فراهم کرده‌است.»

- حسن روحانی، رئیس‌جمهوری در حکمی رضا شیوا را به‌عنوان «رئیس شورای رقابت و مرکز ملی رقابت» منصوب کرد.

۱۱ آذر
- حسن روحانی، رئیس‌جمهوری پس از بازدید از کارخانه شیشه مینا و عزاداری اربعین حسینی (ع) در جمع کارگران و کارکنان این مجموعه تولیدی، در گفتگویی با خبرنگاران اظهارداشت: «کسب روزی حلال، تلاش برای رفع نیازمندی‌های جامعه و مردم و کار و کوشش برای توسعه و آبادانی و رساندن کشور به قله‌های علم و پیشرفت، از اولویت‌های ایران اسلامی است.»

۱۲ آذر
- حسن روحانی، رئیس‌جمهوری در پیامی به مناسبت روز جهانی معلولان تصریح کرد که همه متولیان امور معلولان کشور باید با تلاش‌های مدّبرانه و مضاعف، همراه با تعامل و آینده‌نگری، شرایط مناسبی را برای بهره‌مندی معلولان از فرصت‌های برابر و حضور حداکثری این عزیزان در عرصه حیات اجتماعی فراهم آورند.

۱۴ آذر
- حسن روحانی، رئیس‌جمهوری در دیدار سفیران جدید ایران در بلژیک، تایلند، پاکستان، دانمارک، فیلیپین، یونان، سنگال و سریلانکا، با تأکید بر ضرورت بهره‌برداری مناسب از فضای پسابرجام اظهارداشت: «باید از فرصت کنونی در جهت توسعه روابط سیاسی، اقتصادی و فرهنگی با سایر کشورها و همچنین بهره‌برداری از استعدادها در مسیر همکاری و حداکثری نمودن منافع ملی در مناسبات بین‌المللی استفاده کرد.»

- حسن روحانی، رئیس‌جمهوری در پیامی با قدردانی از حضور بیادماندنی ملت متدین ایران اسلامی در اجتماع بزرگ اربعین سالار شهیدان؛ امام حسین (ع)، تصریح کرد که این مراسم و حضور گسترده عاشقان اهل بیت عصمت و طهارات، «پیام معنویت و امنیت و اخلاق و ایثار را به سراسر جهان رساند».

۱۶ آذر
- حسن روحانی، رئیس‌جمهوری که هم‌زمان با شانزدهم آذرماه در دانشگاه صنعتی شریف حضور یافته بود، در نشستی با اعضای هیئت امنا و هیئت رئیسه این دانشگاه، دانشگاه‌ها و از جمله دانشگاه صنعتی شریف را افتخار ملی توصیف کرد و گفت: «دانشگاه‌های کشور با خدمات و دستاوردهای علمی خود، افتخارات بزرگی را در عرصه جهانی برای کشور به ارمغان آورده‌اند که البته در این میان نقش دانشگاه صنعتی شریف ویژه است.»

- حسن روحانی، رئیس‌جمهوری در مراسم بزرگداشت روز دانشجو که با حضور تشکل‌های مختلف دانشجویی و دانشجویان، اساتید، رؤسای دانشگاه‌ها و جمعی از مسئولان دستگاه‌های اجرایی در دانشگاه صنعتی شریف برگزار شد، گفت: «زمینه‌های تبادل علمی و فناوری دانشگاه‌ها با مراکز علمی جهان باید توسعه یابد.»

۱۹ آذر
- حسن روحانی، رئیس‌جمهوری هم‌زمان با ایام رحلت پیامبر اکرم (ص) و شهادت امام حسن مجتبی و امام رضا علیهم السلام وارد مشهد شد.

- حسن روحانی، رئیس‌جمهوری در بدو ورود به فرودگاه بین‌المللی شهید هاشمی نژاد مشهد مورد استقبال علم الهدی، نماینده ولی فقیه در استان و امام جمعه مشهد، استاندار خراسان رضوی و جمعی از مسوولان استانی قرار گرفت.

- حسن روحانی، رئیس‌جمهوری هم‌زمان با ایام رحلت پیامبر مکرم اسلام (ص) و شهادت امام حسن مجتبی و امام رضا علیه‌ السلام، بارگاه نورانی ثامن الحجج علی ابن موسی الرضا (ع) را زیارت کرد.

۲۰ آذر
- حسن روحانی، رئیس‌جمهوری در حاشیه جلسه شورای هماهنگی و برنامه‌ریزی استان خراسان رضوی با علی اصغر معصومی و حسن عالمی نمایندگان مردم استان خراسان رضوی در مجلس خبرگان رهبری دیدار کرد.

- حسن روحانی، رئیس‌جمهوری در جلسه شورای هماهنگی و برنامه‌ریزی استان خراسان رضوی که در مشهد مقدس برگزار شد، بر استفاده از فرصت‌ها و امکانات موجود و تلاش تمام مسئولان و دستگاه‌های اجرایی برای توسعه و پیشرفت این استان تأکید کرد.

- حسن روحانی، رئیس‌جمهوری در ادامه برنامه‌های سفر به مشهد مقدس با حضور در بیمارستان امام رضا (ع) مشهد، از بخش جراحی عمومی این بیمارستان بازدید و با اهدای شاخه‌ای گل به بیماران بستری در این بخش، از آنان عیادت کرد.

۲۴ آذر
- حسن روحانی، رئیس‌جمهوری در تماس تلفنی با محمد بوهاری، رئیس‌جمهوری نیجریه به بررسی تحولات اخیر جهان اسلام و حادثه اخیر در شمال آن کشور پرداخت.

۲۵ آذر
- حسن روحانی، رئیس‌جمهوری در گفتگوی زنده تلویزیونی با مردم در خصوص بسته شدن پی.ام. دی و روند اجرای برجام تصریح کرد که به این ترتیب زمینه برای اجرایی شدن برجام آماده شد و با لغو تحریم‌ها در دیماه، یکی از وعده‌های دولت یازدهم به مردم عملیاتی خواهد شد.

۲۶ آذر
- حسن روحانی، رئیس‌جمهوری در پیامی به کنگره بزرگداشت هفتصدمین سالگرد نهضت سربداران در سبزوار تصریح کرد: «زنده نگهداشتن یاد آزادگانی که برای حق و عدالت جان دادند، ضامن حراست از صلح عادلانه است.»

۲۸ آذر
- جلسه هماهنگی سفر استانی کاروان تدبیر و امید به استان تهران به ریاست حسن روحانی، رئیس‌جمهوری و به‌منظور بررسی وضعیت استان در بخش‌های مختلف و اتخاذ راهکارهایی برای شتاب بخشیدن به توسعه پایدار استان برگزار شد.

۲۹ آذر
- حسن روحانی، رئیس‌جمهوری در دیدار «ژرار لارشه»، رئیس مجلس سنای فرانسه، گفت: «ایران و فرانسه باید از فضای پساتحریم و پسابرجام برای گسترش روابط و همکاری‌ها در همه عرصه‌های مورد علاقه، بیش از پیش استفاده کنند.»

- حسن روحانی، رئیس‌جمهوری در دیدار «دانیل میتف»، وزیر امور خارجه بلغارستان، برخورداری از منابع غنی انرژی، جمعیت هشتاد میلیونی، جایگاه مهم منطقه‌ای ایران و شرایط اقتصادی مناسب بعد از رفع تحریم‌ها را زمینه مناسبی برای توسعه روابط تهران – صوفیه در راستای تأمین منافع دو کشور دانست و اظهار داشت: «شرایط برای توسعه بیشتر روابط ایران با اتحادیه اروپا و به‌ویژه بلغارستان کاملاً فراهم شده‌است.»

۳۰ آذر
- حسن روحانی، رئیس‌جمهوری پس از بازدید از ستاد انتخابات کشور، برای شرکت در انتخابات مجلس خبرگان رهبری از حوزه انتخابیه تهران ثبت نام کرد.